# Церква Преображення Господнього (Городниця)
Церква Преображення Господнього в Городниці — парафія і храм греко-католицької громади Гусятинського деканату Бучацької єпархії Української греко-католицької церкви в селі Городниця Чортківського району Тернопільської области.

## Історія церкви
До 1912 року в селі існувала стара дерев'яна церква Воскресіння Господнього. У 1912—1913 роках збудували новий храм на честь Вознесіння Господнього.
У 1948—1951 роках державна влада закрила церкву. У 1951 році її назву змінили на церкву Преображення Господнього. До середини 1946 року парафія належала до УГКЦ, потім до 1991 року — до РПЦ. З 1991 року парафія і храм знову в лоні УГКЦ. У 1998 році на парафії відбулася Свята Місія.
Біля церкви встановлена фігура Матері Божої.
При парафії діє спільнота «Матері в молитві», заснована у 2008 році.

## Парохи
- о. Василь Чужак (1918—1919),
- о. Володимир Козьоровський (1919—1920),
- о. Павло Каменський (1920—1922),
- о. Іван Домбровський (1922—1924),
- о. Василь Павлик (1924—1929),
- о. Стенай Гунчак (1929—1946),
- о. Теолор Рак-Раченко (1946—1948),
- о. Іван Маслюк (1951),
- о. Михайло Пилипів (з 1991-2023),
- о. Василь Лехняк (з 2024 до нині).